# Cyclohexylamin
Cyclohexylamin (auch Aminocyclohexan) ist der Name einer chemischen Verbindung, ein vom Cyclohexan abgeleitetes, primäres Amin. Es handelt sich um eine farblose bis gelbliche, nach Fisch riechende, gesundheitsschädliche Flüssigkeit. Cyclohexylamin ist brennbar und bildet mit Luft explosive Gemische. Bereits das Einatmen von Cyclohexylamin ist gefährlich. Es wird auch über die Haut schnell aufgenommen und schädigt diese dabei.

## Darstellung und Gewinnung
Cyclohexylamin wird großtechnisch durch Hydrierung von Anilin erzeugt. Es kann auch aus Cyclohexanol und Ammoniak oder durch gleichzeitige Hydrierung und Aminierung von Phenol mit Wasserstoff und Ammoniak hergestellt werden.

## Eigenschaften
Cyclohexylamin bildet leicht entzündliche Dampf-Luft-Gemische. Die Verbindung hat einen Flammpunkt von 27 °C.  Der Explosionsbereich liegt zwischen 1,14 Vol.‑% (47 g/m3) als unterer Explosionsgrenze (UEG) und 9,4 Vol.‑% (387 g/m3 als oberer Explosionsgrenze (OEG). Es wurde ein unterer Explosionspunkt von 23 °C bestimmt. Die Zündtemperatur beträgt 275 °C. Der Stoff fällt somit in die Temperaturklasse T3.

## Verwendung
Cyclohexylamin wird als Zwischenprodukt bei der Synthese verschiedener Herbizide, Antioxidantien, Vulkanisations-Beschleuniger, Arzneistoffen, Korrosionsschutzmittel und Süßstoffen (Cyclamat) verwendet.

## Biologische Bedeutung
Cyclohexylamin ist ein mögliches Abbauprodukt von Cyclohexylsulfamin, dem Süßstoff Cyclamat. In klinischen Studien wurde von etwa 5 Prozent der untersuchten Personen verzehrtes Cyclamat teilweise in Cyclohexylamin abgebaut, wobei die Menge des produzierten Cyclohexylamin sehr unterschiedlich war und sich auch im Untersuchungszeitraum stark veränderte.

## Risikobewertung
Cyclohexylamin wurde 2014 von der EU gemäß der Verordnung (EG) Nr. 1907/2006 (REACH) im Rahmen der Stoffbewertung in den fortlaufenden Aktionsplan der Gemeinschaft (CoRAP) aufgenommen. Hierbei werden die Auswirkungen des Stoffs auf die menschliche Gesundheit bzw. die Umwelt neu bewertet und ggf. Folgemaßnahmen eingeleitet. Ursächlich für die Aufnahme von Cyclohexylamin waren die Besorgnisse bezüglich Umweltexposition und hoher (aggregierter) Tonnage sowie der vermuteten Gefahren durch fortpflanzungsgefährdende Eigenschaften. Die Neubewertung fand ab 2016 statt und wurde von Belgien durchgeführt. Anschließend wurde ein Abschlussbericht veröffentlicht.